# Cratere Tikhomirov
Tikhomirov è un cratere lunare di 86,43 km situato nella parte nord-occidentale della faccia nascosta della Luna.